# Lukša Andrić
Lukša Andrić (Ragusa di Dalmazia, 29 gennaio 1985) è un ex cestista croato.

## Carriera
Con la Croazia ha disputato due edizioni dei Campionati mondiali (2010, 2014) e due dei Campionati europei (2011, 2013).

## Palmarès
- Campionato croato: 4

Cibona Zagabria: 2005-06, 2006-07, 2008-09, 2009-10
- Coppa di Croazia: 1

Cibona Zagabria: 2009
- Campionato ungherese: 1

Szolnoki Olaj: 2018
- Coppa d'Ungheria: 1

Szolnoki Olaj: 2018
- Coppa del Presidente: 1

Galatasaray: 2011